# 岬小褐鱈
岬小褐鱈（学名：Physiculus capensis）為輻鰭魚綱鱈形目稚鱈科的其中一種，分布於東南大西洋南非東倫敦至納米比亞及西印度洋肯亞海域，深度45-700公尺，為深海魚類，體長可達18公分，棲息在大陸棚底中層水域，生活習性不明。
其种加词“capensis”意为“南非开普省的/好望角的”。